# Connie Sawyer
Connie Sawyer, vlastním jménem Rosie Cohen, (27. listopadu 1912 Pueblo – 21. ledna 2018 Woodland Hills) byla americká herečka. Narodila se židovským přistěhovalcům z oblasti Rumunska. Svou kariéru zahájila jako stand-up komička. Koncem čtyřicátých let začala hrát v televizních seriálech. Později hrála také ve filmech. Hrála například ve snímcích …a spravedlnost pro všechny (1979), Blbý a blbější (1994) a Diagnóza žárlivost (2014). Herectví se věnovala i ve více než sto letech.